# Scaphyglottis micrantha
Scaphyglottis micrantha är en orkidéart som först beskrevs av John Lindley, och fick sitt nu gällande namn av Oakes Ames och Donovan Stewart Correll. Scaphyglottis micrantha ingår i släktet Scaphyglottis och familjen orkidéer. Inga underarter finns listade i Catalogue of Life.

## Bildgalleri

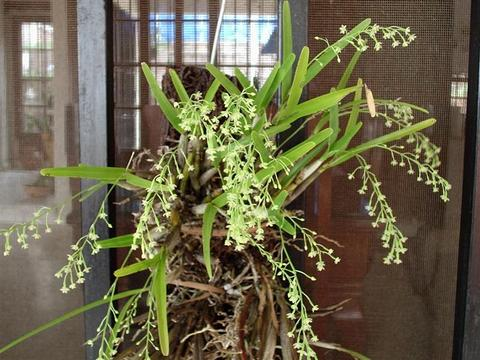
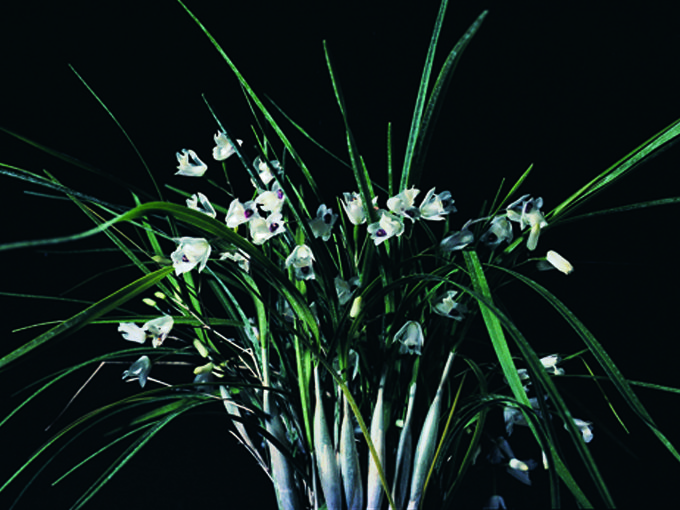
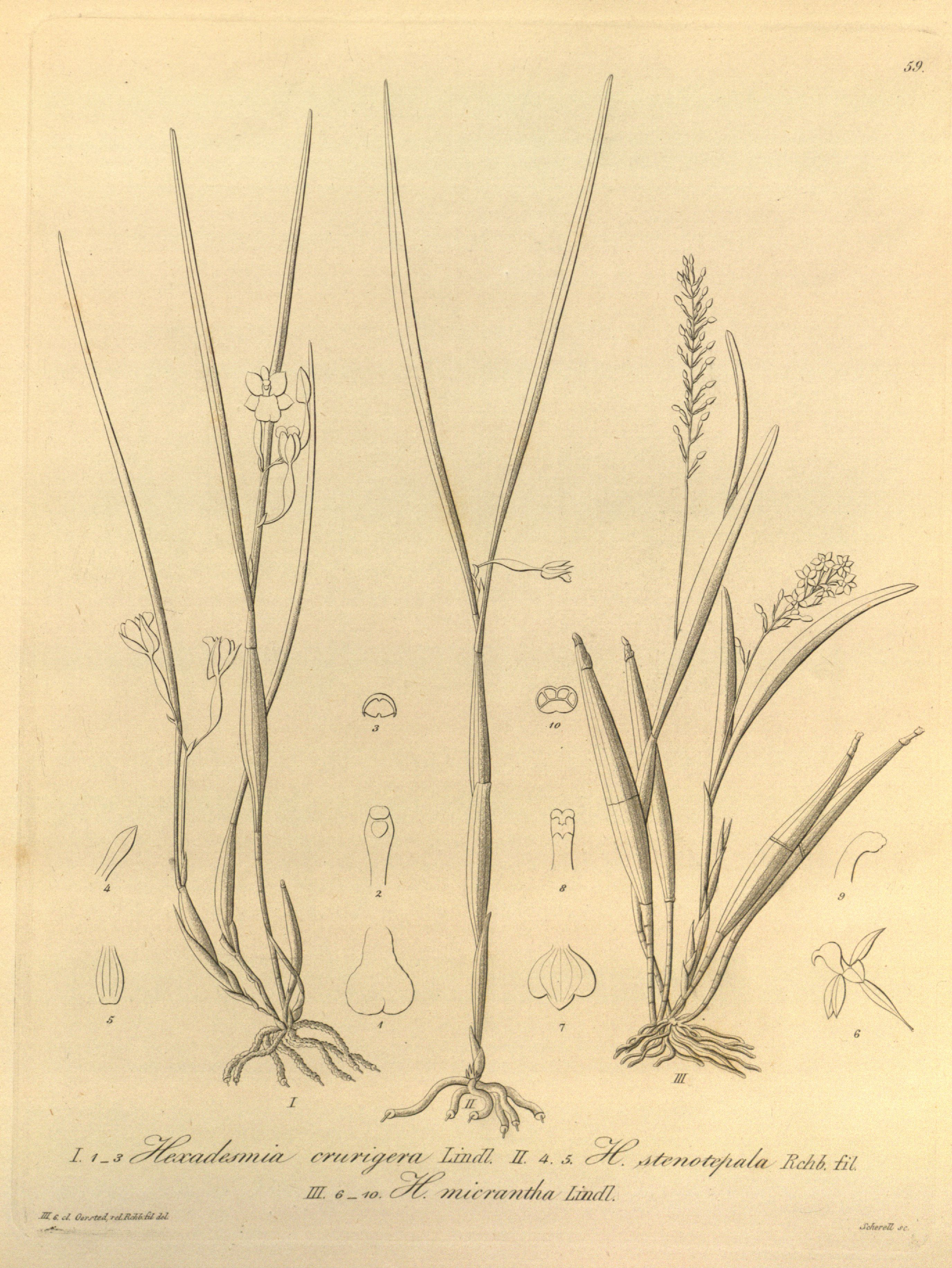